# Кортињано (Перуђа)
Кортињано је насеље у Италији у округу Перуђа, региону Умбрија.
Према процени из 2011. у насељу је живело 90 становника. Насеље се налази на надморској висини од 340 м.